# Вестник на властта
„Вестник на властта“ (на английски: The Post) е американски исторически политически трилър от 2017 г. за „Вашингтон Пост“ и публикацията на Pentagon Papers. Той е режисиран и продуциран от Стивън Спилбърг, по сценарий на Лиз Хана и Джош Сингър. Във филма участват Мерил Стрийп като Катрин Греъм, публицист на „Вашингтон Поуст“, и Том Ханкс като Бен Брадли, дългогодишният редактор на „Вашингтон Пост“, със Сара Полсън, Боб Оденкърк, Трейси Летс, Брадли Уитфорд, Дейвид Крос, Брус Грийнууд, Кари Кун, Алисън Бри и Матю Рис в поддържащи роли.
Снимките започват в Ню Йорк Сити през май 2017 г. Премиерата на филма се състои в Newseum във Вашингтон на 14 декември 2017 г., и премина в ограничено издание в Съединените щати на 22 декември 2017 г. Той влезе в широка продажба на 12 януари 2018 г. и събра 179 милиона долара по целия свят.

## В България
В България филмът е пуснат по кината на 2 март 2018 г. от „Лента“.
На 28 януари 2019 г. е излъчен по „Кино Нова“ в понеделник от 21:00 ч. с български дублаж. Екипът се състои от:
| Озвучаващи артисти  | Даниела Йорданова Елисавета Господинова Васил Бинев Здравко Методиев Силви Стоицов Георги Георгиев-Гого |
| Преводач            | Бисер Пачев                                                                                             |
| Тонрежисьор         | Цветомир Цветков                                                                                        |
| Режисьор на дублажа | Димитър Кръстев                                                                                         |